# Fadumo Korn

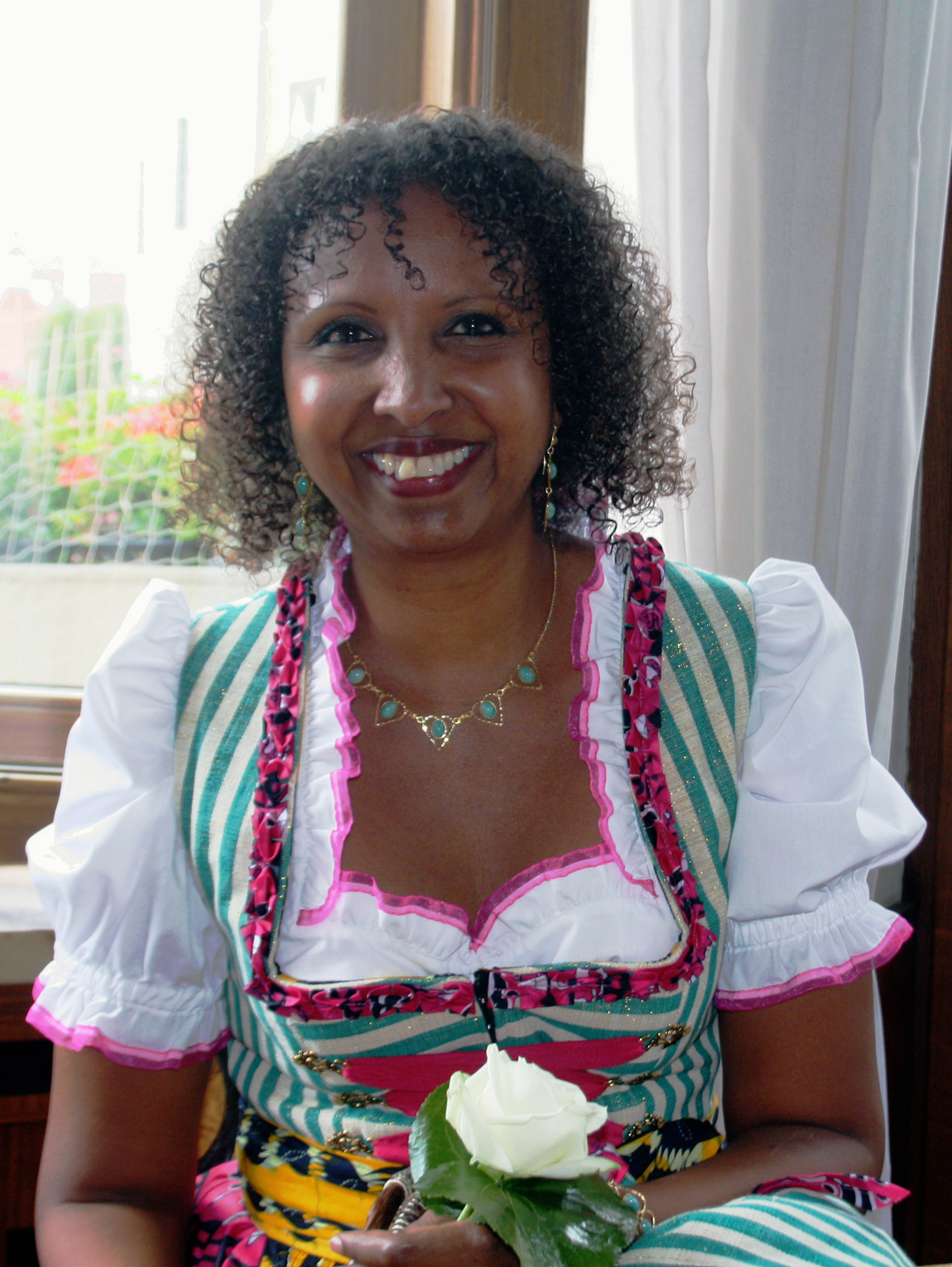
Fadumo Korn (Sept. 2011)

Fadumo Korn (auch Faduma geschrieben; * 1964) ist eine gebürtige Somalierin, die seit 1979 in Deutschland lebt und durch ihre 2004 erschienene Autobiografie Geboren im großen Regen und ihren Einsatz gegen die Beschneidung weiblicher Genitalien Bekanntheit erlangte. 2011 erhielt sie  die Verdienstmedaille der Bundesrepublik Deutschland. 2020 startete sie eine Petition mit dem Ziel, das Thema weibliche Genitalverstümmelung in der Ausbildung von Schlüsselpersonen wie Ärzten oder Sozialarbeitern zu verankern.

## Leben
Fadumo Korn wurde 1964 als Nomadenmädchen im ländlichen Somalia geboren. Im Alter von sieben Jahren wurde sie beschnitten. In der Folge litt sie an Entzündungen im Genitalbereich, konnte ihrer Familie bei Märschen durch die Wüste nicht mehr folgen und wurde daraufhin zu einem wohlhabenden Onkel in die Hauptstadt Mogadischu geschickt. Dort war sie erstmals mit einer städtischen Umgebung konfrontiert und konnte eine Schule besuchen. Allerdings wurde sie nie gänzlich gesund und erkrankte später zusätzlich an Rheuma. Da die Ärzte in Mogadischu nichts dagegen unternehmen konnten, wurde Fadumo von ihrem Onkel nach Italien und schließlich nach Deutschland geschickt. Seit 1979 lebt sie in München. Sie ist mit dem Deutschen Walter Korn verheiratet und hat mit ihm einen Sohn.

## Gesellschaftspolitisches Wirken
2004 erschien ihre Autobiografie Geboren im großen Regen, durch die sie im deutschsprachigen Raum bekannt wurde. 2012 gründete sie den Verein NALA e.V. Bildung statt Beschneidung, der sich gegen weibliche Genitalverstümmelung einsetzt. Fadumo Korn ist Übersetzerin und Autorin und arbeitet bei einer Organisation, die sich für eine bessere Gesundheitsversorgung von Migrantinnen einsetzt. Sie leitet eine Gruppe, in der sich beschnittene Mädchen austauschen können und begleitet Frauen, die sich für eine Wiederherstellung ihrer Vulva entschieden haben, bis in den Operationssaal. Am 25. Juni 2020 traf Fadumo Korn Familienministerin Franziska Giffey, um ihr eine von ihr gestartete Petition zu übergeben, die mehr als 125000 Menschen unterzeichnet hatten. Darin fordert die Aktivistin unter anderem, das Thema in die Aus- und Weiterbildung von Ärzten, Juristen, Polizisten, Hebammen, Sozialarbeitern und Erziehern einzubeziehen.
2007 wurde sie mit dem Förderpreis Münchner Lichtblicke ausgezeichnet. Im April 2011 bekam sie die Verdienstmedaille der Bundesrepublik Deutschland verliehen. Hinzu kam im Juli 2021 die Verleihung des Bayrischen Verdienstordens des Freistaates Bayern.

## Werke
- Geboren im großen Regen. Mein Leben zwischen Afrika und Deutschland, 2004, ISBN 978-3499237980
- Schwester Löwenherz. Eine mutige Afrikanerin kämpft für Menschenrechte, 2009, ISBN 978-3466308507

## Ehrungen
- 2007 Förderpreis Münchner Lichtblicke des Ausländerbeirats der Landeshauptstadt München
- 2011 Verdienstmedaille der Bundesrepublik Deutschland
- 2021 Bayerischer Verfassungsorden
- 2025 Bayerischer Verdienstorden[6]

## Hörfunksendung
- Laura Koppenhöfer: Narben, die keiner sieht. In: SWR2 Kontext vom 9. Februar 2012. (Hörfunkinterview mit Fadumo Korn)